# キングスMMA
キングスMMA（Kings MMA）は、アメリカ合衆国の総合格闘技ジム。カリフォルニア州ハンティントンビーチに所在する。

## 概要
ハファエル・コルデイロがシュートボクセ・アカデミーを離脱後、2010年にアメリカ合衆国ハンティントンビーチに開設したムエタイをベースとした総合格闘技のジム。

## コーチングスタッフ
- ハファエル・コルデイロ - 代表兼ヘッドコーチ
- ルー・コルデイロ - ムエタイ・フィットネスコーチ
- フェルナンド・ベッテガ - ムエタイ・柔術コーチ

## 主な所属選手
- ヤイール・ロドリゲス（UFC世界フェザー級暫定王者）
- リョート・マチダ（UFC世界ライトヘビー級王者）
- ファブリシオ・ヴェウドゥム（UFC世界ヘビー級王者）
- クリスチャン・サイボーグ（UFC世界女子フェザー級王者・Bellator世界女子フェザー級王者）
- ケルヴィン・ガステラム
- ベニール・ダリウシュ
- マーヴィン・ヴェットーリ
- ジェイク・エレンバーガー
- ジェシカ・ペネ

## 元所属選手
- ヴァンダレイ・シウバ（PRIDEミドル級王者）
- マウリシオ・ショーグン（UFC世界ライトヘビー級王者）
- ハファエル・ドス・アンジョス（UFC世界ライト級王者）
- ジェイソン・"メイヘム"・ミラー
- ムリーロ・ニンジャ
- エリック・シウバ
- レナート・ババル
- アンドレ・ジダ
- 石井慧
- パトリック・カミンズ
- ペドロ・ムニョス